# 各務原市ふれあいバス
各務原市ふれあいバス（かかみがはらしふれあいバス）とは、岐阜県各務原市が岐阜バスに委託して運行しているコミュニティバスである。単に“ふれあいバス”ともいう。
ここでは各務原市内で運行されている「テクノライナー」「チョイソコかかみがはら」「チョイソコかわしま」「緑苑団地デマンド便」「イオンモール各務原線」「ささえあい八木山バス」についても記述する。

## ふれあいバス
2025年4月現在、8路線が運行されている。太字の停留所で、鉄道、他路線のふれあいバス、チョイソコかかみがはら、他社のバス（岐阜バスを除く）、高速バスに乗り換えることができる。各路線は行先で番号が振り分けられている。

### 鵜沼線
【1】「イオンタウン各務原鵜沼」行・【2】「新鵜沼駅」行
- 新鵜沼駅 - JR鵜沼駅  - リハビリテーション病院前 - 宝積寺 - 貞照寺前 - 新鵜沼台2丁目 - 鵜沼第3小学校北 - 鵜沼台 - うぬまの森前 - 緑苑東 - 緑苑口 - 鵜沼東町1丁目 - 鵜沼西町 - つつじが丘北 - 八木山小学校前 - 松が丘 - 鵜沼中学校前 - 鵜沼市民サービスセンター - 衣裳塚古墳 - イオンタウン各務原鵜沼
  - 一部便は鵜沼西町 - 鵜沼中学校前間を経由しない。

### 那加線
【3】「左回り」・【4】「右回り」
- 各務原市役所前駅 - イオンタウン前 - 北洞 - 尾崎バスターミナル - 尾崎南町2丁目 - 尾崎ショッピングセンター前 - 琴が丘 - 東海学院大学南 - 山後町公民館前 - 野畑町 - 前洞新町1丁目 - プリニーの体育館前（総合体育館） - 新那加駅 - 市民公園中央図書館前 - 各務原市役所前駅

### 川島線
【6】「左回り」・【7】「右回り」
- 各務原市役所前駅 - 市民公園中央図書館前 - 新那加駅 - イオンモール各務原 - 金属工業団地 - 東大野 - 米野高瀬[2] - 東米野[2] - かさだ広場 - 笠田東口 - 河川環境楽園 - 渡西口 - 緑町 - 西養寺前 - 川島小学校前 - 松倉公民館前 - くすり博物館東 - スポーツ公園前 - 消防学校前 - 川崎重工ホッケースタジアム前 - 航空宇宙博物館 - 川崎重工ホッケースタジアム - 自衛隊前 - 各務原市役所前駅
  - 【6】（1便）は笠田東口発
  - 【6】（6便）の土日祝日は消防学校前止まり
  - 一部の便は河川環境楽園、くすり博物館東に停車しない

### 蘇原線
【8】「プリニーの野球場前（市民球場前）」行・【9】「各務原市役所前駅」行
- 各務原市役所前駅 - 各務原市役所 - 那加雄飛ケ丘町 - 蘇原中学校南口 - 六軒北 - JR蘇原駅 - プリニーの市民会館前 - 東海中央病院 - バロー各務原中央店 - 蘇原第一小学校前 - 清住町1丁目 - 各務原団地 - 各務原病院 - 東山 - プリニーの野球場前（市民球場前）

### 東西線
【10】「瞑想の森」行・【11】「鵜沼市民サービスセンター」行
- 鵜沼市民サービスセンター - スーパーヤマワ - フェニックス総合クリニック - 各務野高校北 - アピタ・カーマホームセンター - 名電各務原駅 - JR各務ケ原駅前 - 岐阜車体スポーツ広場 - 中央町 - プリニーの市民会館前 - 東海中央病院 - 美人の湯前 - 高速各務原バス停口 - 尾崎バスターミナル - 尾崎南町2丁目 - 尾崎ショッピングセンター前 - 慈光園 - 瞑想の森
  - 平日のみ運行

### 東西線朝夕便
【12】「各務西町営業所」行・【13】「新鵜沼駅」行
- 新鵜沼駅 - JR鵜沼駅 - 貞照寺前 - 鵜沼第3小学校北 - 鵜沼台 - うぬまの森前 - 緑苑東 ｰ 緑苑口 - 鵜沼西町 - つつじが丘公園 - 八木山小学校前 - 松が丘 - 鵜沼中学校前 - 鵜沼市民サービスセンター - スーパーヤマワ - フェニックス総合クリニック - 各務野高校北 - アピタ・カーマホームセンター - 名電各務原駅 - JR各務ケ原駅前 - 岐阜車体スポーツ広場 - 東海中央病院 - 各務原高校前 - 各務西町営業所
  - 平日のみ運行

### 稲羽西線
【14】「左回り」・【15】「右回り」
- 新那加駅 - 新加納町東 - 新加納駅南 - 那加日新町 - イオンモール各務原 - 金属工業団地 - 三井町公民館前 - 東大野 - 中屋蓮如前 - 稲羽西小学校前 - 稲羽コミュニティセンター前 - 木曽川前渡南公園 - 松本町2丁目 - 川崎重工ホッケースタジアム前 - 航空宇宙博物館 - 川崎重工ホッケースタジアム - 稲羽中学校 - 各務原市役所前駅 - 市民公園中央図書館前 - 新那加駅
  - 左回りの一部は（2・5便）は航空宇宙博物館止まり
  - 左回りの一部は（2便）は新加納町東から金属工業団地は通らない
  - 左回りの一部（6便）は航空宇宙博物館 - 各務原市役所前駅 -  新那加駅 - イオンモール各務原 - 東大野 - 稲羽西小学校前 - 松本町2丁目で運行
  - 右回りの一部（4便）は航空宇宙博物館 - 稲羽西小学校前 - イオンモール各務原 - 新那加駅で運行
  - 一部の便は木曽川前渡南公園を停車しない

### 稲羽東線
【16】「航空宇宙博物館」行・【17】「各務西町営業所」行
- 各務西町営業所 - 坂井 - プリニーの市民会館前 - 東海中央病院 - 三柿野駅 - アピタ・カーマホームセンター - 陵南福祉センター前 - 陵南小学校口 - 前渡不動前 - 航空宇宙博物館
  - 坂井とプリニーの市民会館前の間は、【16】（1・3便）【17】（3・4・5便）は 各務小学校西経由。【16】（4・5・6便）【17】（1・6・7・8便）は 各務原高校前経由
  - 【16】（2便）は東海中央病院発

## 運行日
- 毎日運行（12月29日から1月2日は運休、8月13から15日、1月3日は土日祝日ダイヤで運行）

## 運賃
- 1乗車100円均一のいわゆる100円バス。
- 未就学児は大人1人につき2人まで無料。
- 小児運賃、障がい者割引があり、対象者は半額（1乗車50円）となる（2024年（令和6年）3月1日より）。
- 非接触型ICカード乗車券のayucaを使用する場合、45分以内に乗り継ぐと40円割引となる。
- バス車内で、1日乗り放題券（1DAYフリーきっぷ）を400円で購入できる。
- その他、岐阜バスが1000円で発売する土日祝日限定1日乗車券のホリデーパスは、各務原市ふれあいバスも対象路線に含まれている。
- 2024年（令和6年）3月2日からmanacaが使用可能となる。manacaを使用する場合、90分以内に乗り継ぐと40円割引となる。

## 沿革
- 2001年（平成13年）7月1日 - 試験運行として、西部線、東部線、南部線を開設。平日と土曜日に運行。岐阜バスが運行する航空宇宙博物館シャトルバスのうち、日祝日のみを譲渡。
- 2001年（平成13年）10月1日 - 航空宇宙博物館シャトルバスを木曽川線（各務原飛行場前駅⇔航空宇宙博物館⇔新鵜沼駅）に統合。
- 2003年（平成15年）07月1日 - 正式運行開始。北部線、鵜沼線を開設。西部線、東部線、南部線、北部線、鵜沼線は平日運行。土休日に西循環線と東循環線を開設。木曽川線廃止。
- 2004年（平成16年）07月1日 - 同年11月の旧川島町併合にあわせ、川島線を平日に開設。川島休日線を土休日に開設。
- 2005年（平成17年）07月1日 - 西循環線、東循環線、川島休日線を廃止。土休日に西部・鵜沼休日線、東部・北部休日線、川島・南部休日線、循環休日線[3]を開設。
- 2007年（平成19年）07月1日 - 西部線、東部線、南部線、北部線、鵜沼線、川島線、西部・鵜沼休日線、東部・北部休日線、川島・南部休日線を廃止。西部・鵜沼線、東部・南部線、川島・北部線の3路線に統合。平日はこの3路線。土休日は循環休日線を合わせた4路線に変更。
- 2009年（平成21年）10月1日 - 西部・鵜沼線　高速各務原バス停口～産業文化センター間を延長。
- 2013年（平成25年）04月1日 - 川島・北部線、産業文化センター～内藤記念くすり博物館前（各務原大橋経由）を延長。循環休日線の川島方面乗り入れを廃止。
- 2015年（平成27年）
  - 08月30日 - 循環休日線廃止。
  - 09月0000 - ふれあいバスの愛称が「ふれバちゃん」となる。
  - 10月01日 - 全面見直しにより、6路線（東西線、那加線、稲羽線、鵜沼線、蘇原線、川島線）に再編。各路線に番号制を導入。須衛・各務地区と鵜沼南地区は「ふれあいタクシー」に変更。笠松町に川島線のバス停（米野高瀬、東米野）を設置。ICカードayucaが使用可能となる。バスロケーションシステムを導入。一部の路線にパターンダイヤを導入。岐阜バスが運営する岐阜バスNaviで、各務原ふれあいバスの時刻・運賃の検索が可能となる。
- 2017年（平成29年）
  - 04月1日 - 岐阜バスグループ再編に伴い、ふれあいバスの運行を委託されていた岐阜バスコミュニティが岐阜バスに合併。運行委託先が岐阜バス（各務原営業所）となる。
  - 11月000 - 岐阜バスが那加線でバス停飛ばしを行ったことで、中部運輸局より行政指導を受ける[4]。
- 2020年（令和02年）10月01日 - 鵜沼南地区でチョイソコかかみがはらの実証実験開始。
- 2021年（令和03年）11月30日 - この日をもって、ayucaのポイント付与サービスが終了した（但し、すでに貯まっているポイントは12月以降も使用可能）。
- 2022年（令和04年）
  - 3月31日 - 国土交通省より危険なバス停のAランクに指定されていた川島中学校前バス停（松倉公民館前・川島小学校前間に存在）を廃止[5]。同じ場所の名鉄バス「川島学校前」バス停も廃止された[6]。
  - 9月30日 - 須衛・各務地区にチョイソコかかみがはらが導入され、ふれあいタクシーは廃止。
- 2023年（令和05年）10月01日 - 鵜沼線などのルートを変更。鵜沼南地区（鵜沼地区のうち、おおよそJR高山本線以南の地域）全域がチョイソコかかみがはらに変更される。
- 2024年（令和06年）03月02日 - manacaが使用可能となる。これにより、TOICA、ICOCAなどの全国交通系ICカードが可能となる。
- 2025年（令和07年）04月01日 - 路線の再編により、稲羽線が稲羽東線と稲羽西線に分割、川島線が各務原市役所前駅を起終点てする巡回線に変更。

## 車両
日野・ポンチョ（ロングボディ車）10台（内1台は予備車）が使用されている。
当初、岐阜バスコミュニティの運行委託のうえ市民から寄せられた赤・青・緑の専用塗装の三菱ふそうエアロミディMJ3台が使用されたが本格運行に伴い2003年（平成15年）7月に北部線専用車両の三菱ふそうエアロミディMK1台が使用開始し、更には鵜沼線専用車両で新たにノンステップバスの日野レインボーHR（7m車）1台を新たに導入した。2004年（平成16年）7月に平日に川島線、土日休日に川島休日線の新設に伴い、1台が新製増備された。また2008年（平成20年）1月には従来の車両を置き換える目的として川島・北部線に日野・ポンチョ（ロングボディ車、以下同様）1台を新たに導入した。2009年（平成21年）3月に西部・鵜沼線に1台増備、12月に東部・南部線に1台増備、2011年（平成23年）1月にも東部・南部線に1台増備、2015年（平成25年）9月に路線再編に備え3台を増備した。また、2019年（令和元年）には、日野・レインボーHRを置き換えるため、日野・ポンチョを3台投入した。2024年（令和6年）には岐阜バスの「岐阜市中心部ループ線」（2023年11月1日廃止）で運行されていた岐阜バス創業80周年のラッピングを施した車両が投入されている。
- 各務原市ふれあいバス（2018年12月）
- 各務原市ふれあいバス
- 名鉄新鵜沼駅前にて（2012年1月）

## テクノライナー
各務原市のコミュニティバス。2025年（令和7年）4月1日運行開始。各務原市ふれあいバスの路線の一つであるが、他のふれあいバスの路線と異なり、路線番号の設定が無く、料金設定も異なる。
2025年（令和7年）3月31日に廃止された岐阜バス倉知線に替わり、同線の各務原市内の区間の一部を変更し、一部のバス停を廃止したルートで運行される（2024年（令和6年）4月1日に倉知線に統合されて廃止となったVRテクノ線（テクノプラザ - 各務原高校 - 各務原市民会館 - 三柿野駅）のルートの一部変更した路線とも言える）。岐阜バス各務原営業所が運行し、車両はふれあいバスと同じだが、行先表示とは別に「テクノライナー」の表示板を掲示する。
停留所はテクノライナー用のは無く、各務原市ふれあいバスまたは岐阜バスの停留所と共用である。
料金は距離により異なり、200円または300円（小学生は半額）。各務原市ふれあいバスと同様、manacaカードは90分以内、ayucaカードは45分以内に乗り継いだ場合は乗継割引の適用がある。
平日のみの運行（12月29日〜1月3日、8月13日〜15日は運休）であり、1日1往復（三柿野駅発が7時台、各務西町営業所発が18時台）運行する。

### ルート
三柿野駅 - JR蘇原駅北 - 蘇原野口町東 - 蘇原東島町 - 坂井 - 各務原高校 - 船山町 - テクノプラザ2丁目 - テクノプラザ本館 - テクノプラザ3丁目 - 各務西町営業所

## チョイソコかかみがはら
2020年（令和2年）10月1日より「チョイソコかかみがはら」として実証実験での運行開始。2022年（令和4年）10月1日から本格運行となる。各務原市が運行する。
2020年（令和2年）10月1日より鵜沼南エリアで運行開始。2022年（令和4年）10月1日から須衛・各務・八木山エリアでの運行を開始。2023年（令和5年）10月1日からはふれあいバス鵜沼線のルート変更により、従来の鵜沼南エリアは鵜沼南エリア①に改称し、新たに鵜沼南エリア②が運行開始。
車両はタクシー車両。各務原市内の複数のタクシー会社（川島タクシー、岐阜交通東部、日本タクシー、日の丸自動車、名鉄西部交通北部）による輪番制である。
平日のみ運行（12月29日から1月2日は運休）され、1乗車400円均一。小学生、65歳以上、障がい者は半額の200円。未就学児は無料。全国交通系ICカードが使用可能である（ayucaは使用不可）。尚、ふれあいバスの1日乗車券(1DAYフリーきっぷ)や岐阜バスのホリデーパスは使用できない。
会員登録をした人（市民以外も可。会員登録は無料）が対象である。ダイヤ設定がされておらず、利用可能時間は8：00～16：00である。利用する場合は利用時刻の20分前までに申し込みが必要（電話は2週間前、専用ウェブは1週間前より受付可能）。
乗り継ぎ拠点でふれあいバスに乗り継ぐ場合「ふれあいバス乗継券（当日限り有効）」が渡され、無料でふれあいバスに乗ることが可能。逆にふれあいバスからチョイソコへの乗り継ぎにはこの制度は適用されない。また、チョイソコ同士の乗り継ぎの場合はそれぞれの便で1乗車分の料金となる。

### 運行エリア

#### 鵜沼南エリア①
鵜沼南地区のうち西部（鵜沼各務原町、鵜沼朝日町、鵜沼大伊木町、鵜沼小伊木町、鵜沼丸子町など）が運行エリアであり、2024年4月時点で51箇所の停留所が設置されている。
運賃はエリア内の乗車は400円。鵜沼南エリア①と②の間の移動の場合の運賃は600円となる。鵜沼南エリア①と須衛・各務・八木山エリアを跨ぐ移動をする場合は乗継となり、JR各務ケ原駅、またはスーパーヤマワでの乗り継ぎとなる。
太字の停留所が乗継拠点となっており、交通機関（鉄道、ふれあいバス、チョイソコ、他社のバスなど）に乗り換えることができる。
主な停留所
停留所の番号は0番台（1～。公共施設・エリアスポンサーの停留所は51～）
- JR各務ケ原駅
- アピタ・カーマホームセンター
- 各務野高校北
- 各務原町中央公園
- 陵南福祉センター
- 大牧団地公民館前
- 大伊木簡易郵便局
- 小伊木公民館前
- 朝日第一公園
- 朝日第公園
- 市民プール[9]
- 伊木の森
- フェニックス総合クリニック
- スーパーヤマワ

#### 鵜沼南エリア②
鵜沼南地区のうち東部（鵜沼西町、鵜沼羽場町、鵜沼古市場町、鵜沼南町など）が運行エリアであり、2024年4月時点で29箇所の停留所が設置されている。
運賃はエリア内の乗車は400円。鵜沼南エリア②と①の間の移動の場合の運賃は600円となる。鵜沼南エリア②と須衛・各務・八木山エリアを跨ぐ移動をする場合は乗継となり、名鉄羽場駅での乗り継ぎとなる。
太字の停留所が乗継拠点となっており、交通機関（鉄道、ふれあいバス、チョイソコ、他社のバスなど）に乗り換えることができる。
主な停留所
停留所の番号は500番台（501～。公共施設・エリアスポンサーの停留所は551～）、600番台（601～。他公共交通機関との乗継可能な停留所）
- イオンタウン各務原鵜沼
- 名鉄鵜沼宿駅
- 名鉄羽場駅
- 鵜沼第一小学校南
- 羽場集会場前
- 常国寺紀念堂前
- 古市場公民館前
- 鵜沼南町公園
- 城山前
- 市民プール[9]
- CCNet

#### 須衛・各務・八木山エリア
須衛・各務・八木山地区（テクノプラザ、各務、各務西町、各務おがせ町、各務東町、各務山の前町、各務船山町、須衛町、松が丘、つつじが丘など）が運行エリアであり、2024年4月時点で77箇所の停留所が設置されている。鵜沼市民サービスセンター、プリニーの野球場前（市民球場前）、各務西町営業所でふれあいバスと、JR各務ケ原駅で高山本線に、名鉄羽場駅で名鉄各務原線に乗り換え可能。
運賃はエリア内の乗車は400円。鵜沼南エリア①を跨ぐ移動をする場合は乗継となり、JR各務ケ原駅、またはスーパーヤマワでの乗り継ぎ、鵜沼南エリア②を跨ぐ移動をする場合は乗継となり、名鉄羽場駅での乗り継ぎとなる。
太字の停留所が乗継拠点となっており、交通機関（鉄道、ふれあいバス、チョイソコ、他社のバスなど）に乗り換えることができる。
主な停留所
停留所の番号は300番台及び400番台（301～。エリアスポンサーの停留所は401～）
- 鵜沼市民サービスセンター
- プリニーの野球場前（市民球場前）
- 各務西町営業所
- JR各務ケ原駅
- 名鉄羽場駅
- 各務原高校東
- テクノプラザ
- 倉屋敷公民館
- 宮東公民館
- 東部公民館
- 山の前公民館
- JAぎふ各務支店
- 郷戸池南
- おがせ池
- 岐阜車体スポーツ広場
- 各務福祉センター
- 村国座
- 松が丘コミュニティセンター
- 八木山小学校北
- つつじが丘北
- 福祉の里
- 平和堂鵜沼店
- スーパーヤマワ
- 八木澤整形外科[10]

### 沿革
- 2020年（令和2年）10月1日 - 実証実験として、鵜沼南地区のふれあいタクシーをチョイソコかかみがはらとして運行開始。運行は岐阜交通（岐阜交通東部）が担当。運行は平日の9時から16時。
- 2021年（令和3年）10月1日 - 運行を平日の8時から16時に延長。各務原市内の複数のタクシー会社（川島タクシー、岐阜交通東部、日本タクシー、日の丸自動車、名鉄西部交通北部）による輪番制の実証実験を開始。
- 2022年（令和4年）10月1日 - 須衛・各務・八木山エリアで運行開始。
- 2023年（令和5年）10月1日 - 新たに鵜沼南エリア②エリアでの運行を開始。従来の鵜沼南エリアは鵜沼南エリア①に改称。

### ふれあいタクシー
かつて運行されていたデマンド方式のタクシー。2015年（平成27年）10月1日に須衛・各務地区及び鵜沼南地区で運行開始。2020年（令和2年）10月1日から鵜沼南地区がチョイソコかかみがはらの実証実験開始により廃止され、2022年（令和4年）9月30日にチョイソコかかみがはらの完全導入により廃止。
委託先は岐阜交通（岐阜交通東部）。愛称は「ふれタくん」。タクシー車両を使用し、1台当たりの定員は4人。毎日運行（12月29日から1月2日は運休、1月3日は休日ダイヤで運行）であるが、各便の予約締切時刻までに電話予約が必要。1便で最大2台で運行。1乗車300円均一。小学生、65歳以上、障がい者は半額の150円。未就学児は無料。ayuca、ふれあいバスの1日乗車券（1DAYフリーきっぷ）、岐阜バスのホリデーパスは使用できない。
乗り継ぎ拠点でふれあいバスへ乗り継ぐ場合には「ふれあいバス乗継券（当日限り有効）」が渡され、無料でふれあいバスに乗ることが可能。逆にふれあいバスからふれあいタクシーへの乗り継ぎにはこの制度は適用されず、ふれあいバスとふれあいタクシー両方の運賃負担となる。
廃止時点では、須衛・各務地区は26箇所の停留所が設置され、市民球場前と鵜沼福祉センターでふれあいバスと相互に乗り継げるように運行されていた。また、羽場駅で名鉄各務原線に、JR各務ケ原駅でJR高山本線に乗り換え可能であった。

## チョイソコかわしま
2024年（令和6年）10月1日から運行開始。川島地区（川島笠田町、川島北山町、川島小網町、川島河田町、川島竹早町、川島松倉町、川島松原町 、川島緑町、川島渡町）と稲羽西地区の一部（大野町、小佐野町、三井町、大佐野町、下中屋町、神置町、成清町）、那加地区の一部（那加緑町、那加萱場町）、羽島郡笠松町の一部（米野）で運行され、2024年10月時点で52箇所の停留所が設置されている。
チョイソコかかみがはらが各務原市が運行しているのに対し、チョイソコかわしまは、岐阜市（柳津・日置江・鶉）及び羽島郡笠松町で運行されている「チョイソコカラタン」のエリアを拡大した扱いの運行となる、チョイソコでは初めての広域連携型の運行エリアとなる。「東米野」停留所（羽島郡笠松町）で乗り継ぎが可能である（チョイソコカラタン及びチョイソコかわしまの会員はチョイソコカラタン及びチョイソコかわしまのエリアでの利用可能）が、乗り継ぐ場合はエリアを跨ぐことになり料金は変わる。チョイソコかかみがはらとは異なり、ふれあいバスへ乗り継ぐ場合に発行される「ふれあいバス乗継券（当日限り有効）」は無い。
車両はタクシー車両。川島タクシーが担当する。
平日のみ運行（12月29日から1月3日は運休）され、1乗車250円均一（小学生以下100円、1歳未満は無料）。全国交通系ICカード（ayucaは使用不可）、一部の電子マネー、QRコード決済の利用が可能。会員登録をした人（市民以外も可。会員登録は無料）が対象である。ダイヤ設定がされておらず、利用可能時間は8：00～17：30である。利用する場合は利用時刻の20分前までに申し込みが必要。
太字の停留所が乗継拠点となっており、交通機関（鉄道、ふれあいバス、チョイソコ、他社のバスなど）に乗り換えることができる。
主な停留所
停留所の番号は700番台（東米野は「チョイソコカラタン」笠松エリアの番号の200番台）
- イオンモール各務原
- 消防学校
- スポーツ公園
- 内藤記念くすり博物館
- 川島会館
- 川島市民サービスセンター
- 川島ライフデザインセンター
- 河川環境楽園
- 大野町公民館前
- 稲羽西福祉センター
- 三井町公民館
- 大佐野町公民館
- 下中屋町公民館
- 成清町公民館
- 渡北公民館
- 笠田公民館
- 小網町公民館東
- 小島のお宮
- 健康福祉センター
- 県道公民館
- 東米野　※チョイソコカラタンの乗り継ぎ停留所

## 緑苑団地デマンド便
2025年（令和7年）4月1日からの岐阜バス緑苑八木山線の減便を補うために2025年（令和7年）4月1日から運行開始された公共交通。減便による空白時間帯に運行され、午前（8：00～10：00）に4便、午後（14:00～15:00）に2便運行される。平日のみ運行（12月29日〜1月3日は運休）。誰でも利用可能だが、電話またはwebによる事前予約が必要である。
利用区画は岐阜バス緑苑八木山線の運行範囲のうち、緑苑団地内（緑苑中、緑苑西、緑苑南）及び緑苑団地内と新鵜沼駅の区間である。停留所は緑苑八木山線の停留所の一部と同じである。
岐阜名鉄タクシーが運行し、車両はタクシー車両を使用する。料金は300円（小学生以下は半額）。

## イオンモール各務原線
各務原市役所前駅とイオンモール各務原を結ぶワンコインバス。岐阜バス各務原営業所が運行する。中間のバス停は、新那加駅、市民公園中央図書館前。バス停は岐阜バス、各務原ふれあいバスとは異なる物である。
一乗車100円。ayucaは使用できない（岐阜バスの路線は2024年（令和6年）3月2日からmanacaも使用可能となるが、この路線は使用出来ない。）。2020年（令和2年）3月31日よりイオングループの電子マネー「WAON」での運賃決済が可能となっている。

### 沿革
- 2007年（平成19年）
  - 7月21日 - イオン各務原ショッピングセンター（現：イオンモール各務原）のソフトオープンに合わせて、各務原市役所前駅とイオン各務原ショッピングセンターを結ぶシャトルバス「イオンモール各務原シャトルバス」として運行を開始。運賃は無料。
  - 9月1日 - 運賃が一乗車100円となる（現金のみ）。
- 2014年（平成23年）9月20日 - 名鉄岐阜駅・JR岐阜駅とイオンモール各務原を結ぶ「快速イオンモール各務原線」の運行開始により「イオンモール各務原線」に改称する。
- 2020年（令和2年）3月31日 - イオングループの電子マネー「WAON」での運賃決済が可能となる。
- 2024年（令和6年）4月1日 - 新那加駅北口バス停廃止。新那加駅経由に変更。

## ささえあい八木山バス
八木山地区社会福祉協議会ささえあい移送部会が八木山地区で運行するバス。松が丘、つつじが丘で運行され、各地区からスーパーマーケットへ1往復が運行する（毎週水曜日は平和堂うぬま店、キッチンパートナーヤマワ。毎月11日はイオンタウン各務原鵜沼）。対象者は「ささえあい移送利用申込書」を提出した八木山地区の住民である。運賃は無料。
八木山地区は1970年代に里山を造成した松が丘、つつじが丘の2つの団地で構成されている。里山を造成した団地は坂が多く、近年は住民の高齢化が進み、最寄りのふれあいバス、岐阜バスのバス停へは遠い住民も多いことから、2021年（令和3年）11月から試験運行開始。2022年（令和4年）3月から正式運行が開始された。開始時は平和堂うぬま店のみであったが、要望もあり、キッチンパートナーヤマワ、イオンタウン各務原鵜沼へも運行している。